# At-Tuba
At-Tuba (arab. الطوبة) – wieś w Syrii, w muhafazie Hama. W 2004 roku liczyła 262 mieszkańców.